# Cryptolechia
Cryptolechia är ett släkte av lavar. Cryptolechia ingår i familjen Gyalectaceae, ordningen Ostropales, klassen Lecanoromycetes, divisionen sporsäcksvampar och riket svampar.
|              | Gyalecta                                   |
|              |                                            |
|              | Pachyphiale                                |
|              |                                            |
|              | Belonia                                    |
|              |                                            |
|              | Ramonia                                    |
|              |                                            |
|              | Bryophagus                                 |
|              |                                            |
| Cryptolechia | \| \| Cryptolechia carneolutea \| \| \| \| |
|              | \| \| Cryptolechia carneolutea \| \| \| \| |
|              | Cryptolechia carneolutea                   |
|              |                                            |

|  | Cryptolechia carneolutea |
|  |                          |